# Eblisia molesta
Eblisia molesta är en skalbaggsart som först beskrevs av Cooman 1955.  Eblisia molesta ingår i släktet Eblisia och familjen stumpbaggar. Inga underarter finns listade i Catalogue of Life.